# گالینا ملنیک
گالینا ملنیک (انگلیسی: Galina Melnik؛ زادهٔ ) یک بازیکن تنیس روی میز اهل روسیه است. 

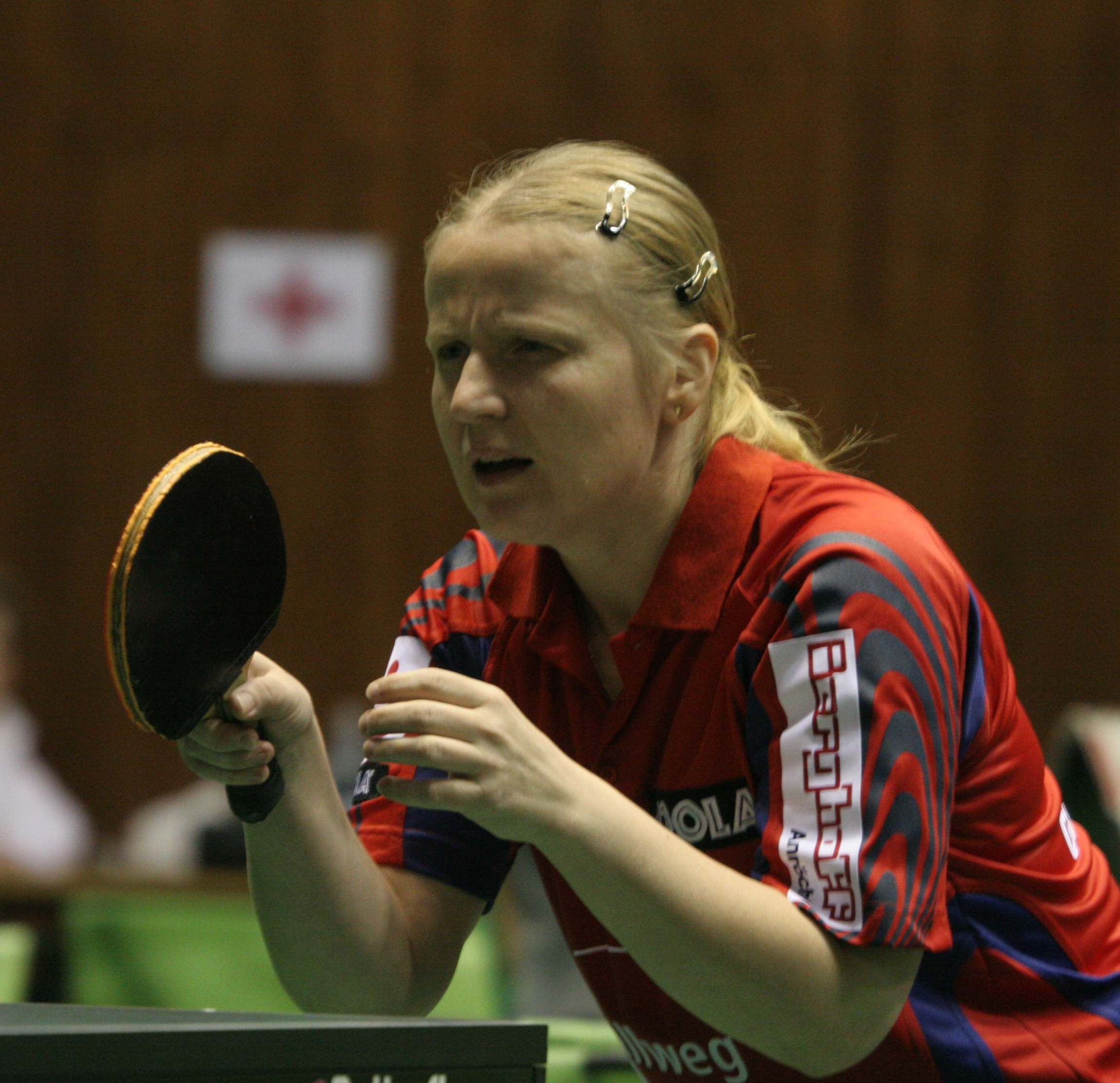
گالینا ملنیک بازیکن تنیس روی میز، در سال ۲۰۰۶

او در مسابقات کشوری و بین‌المللی در مجموع برنده ۱ مدال طلا شده‌است.